# Chic & Swell
Albums de La Bottine souriante
Les Épousailles
(1981) La traversée de l'Atlantique
(1986)
Chic & Swell est le troisième album du groupe québécois La Bottine souriante, sorti en 1983.
Publié par le label de production Les Disques Mille-Pattes enr., cet album a pour titre Chic & Swell, mais la maison de distribution Les Disques Gamma Ltée utilise plutôt le titre titre Chic 'N Swell.
L'album a été enregistré en décembre 1982 au studio PSM-16 de Québec.
Le pièce "La Ziguezon" qui figure sur Chic & Swell a été reprise en octobre 2023 comme supplément spécial sur l'édition canadienne du premier album de Talk.

## Liste des pistes
| No  | Titre                                    | Durée |
| --- | ---------------------------------------- | ----- |
| 1.  | Le batteux / La grande gigue simple      | 2:58  |
| 2.  | La tapinie / Le reel des voyageurs       | 3:50  |
| 3.  | Sur le chemin du mont                    | 3:05  |
| 4.  | Le rossignol sauvage                     | 3:40  |
| 5.  | Nos braves habitants                     | 3:30  |
| 6.  | La danse des foins                       | 2:45  |
| 7.  | Le bal chez Ti-Guy                       | 2:45  |
| 8.  | Les robineux                             | 1:50  |
| 9.  | Les patins de Pauline / Le petit bûcheux | 3:15  |
| 10. | La ziguezon                              | 3:43  |
| 11. | Le tablier du maçon / Le reel à Rémi     | 3:25  |
| 12. | Les trois capitaines                     | 3:00  |